# 大關站 (日本)
- 關於同名車站，請見「大關站」。

大關站（日语：／ Ozeki eki */?）是位於福井縣坂井市坂井町大味，越前鐵道的三國蘆原線車站。車站編號為E37。

## 歷史
- 1928年12月30日：車站啟用[1]。
- 2001年6月25日：由於越前本線事故（日语：京福電気鉄道越前本線列車衝突事故），京福電氣鐵道被勒令停運所有路線，本站亦被暫停服務[2][3]。
- 2003年：

- 2月1日：車站設施轉讓至越前鐵道。
- 8月10日：路線重開。

- 2024年10月11日：越前鐵道及福井鐵道均可使用ICOCA及全國通用IC卡付款[6][7]。

## 車站構造

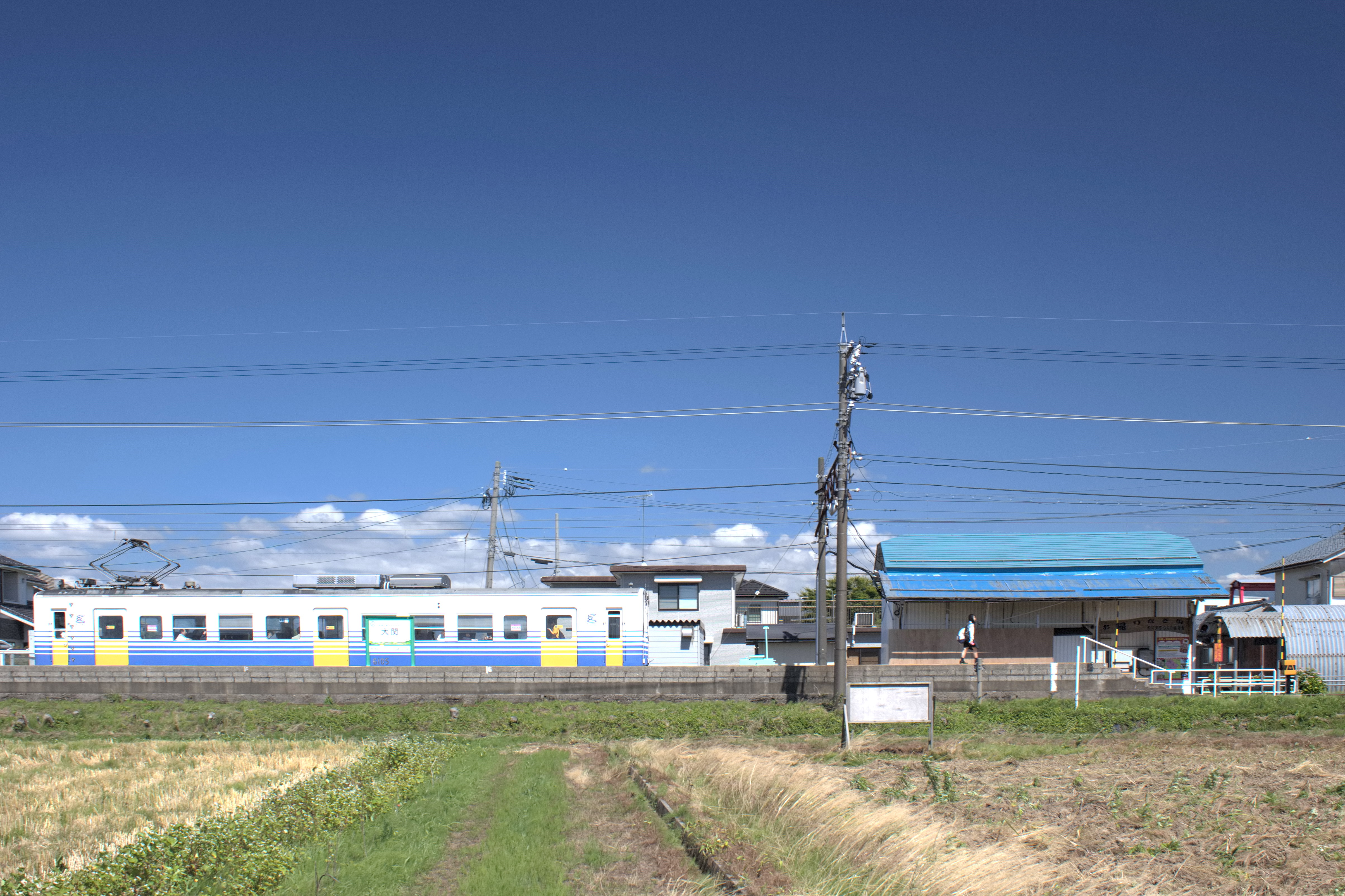
大關站遠景

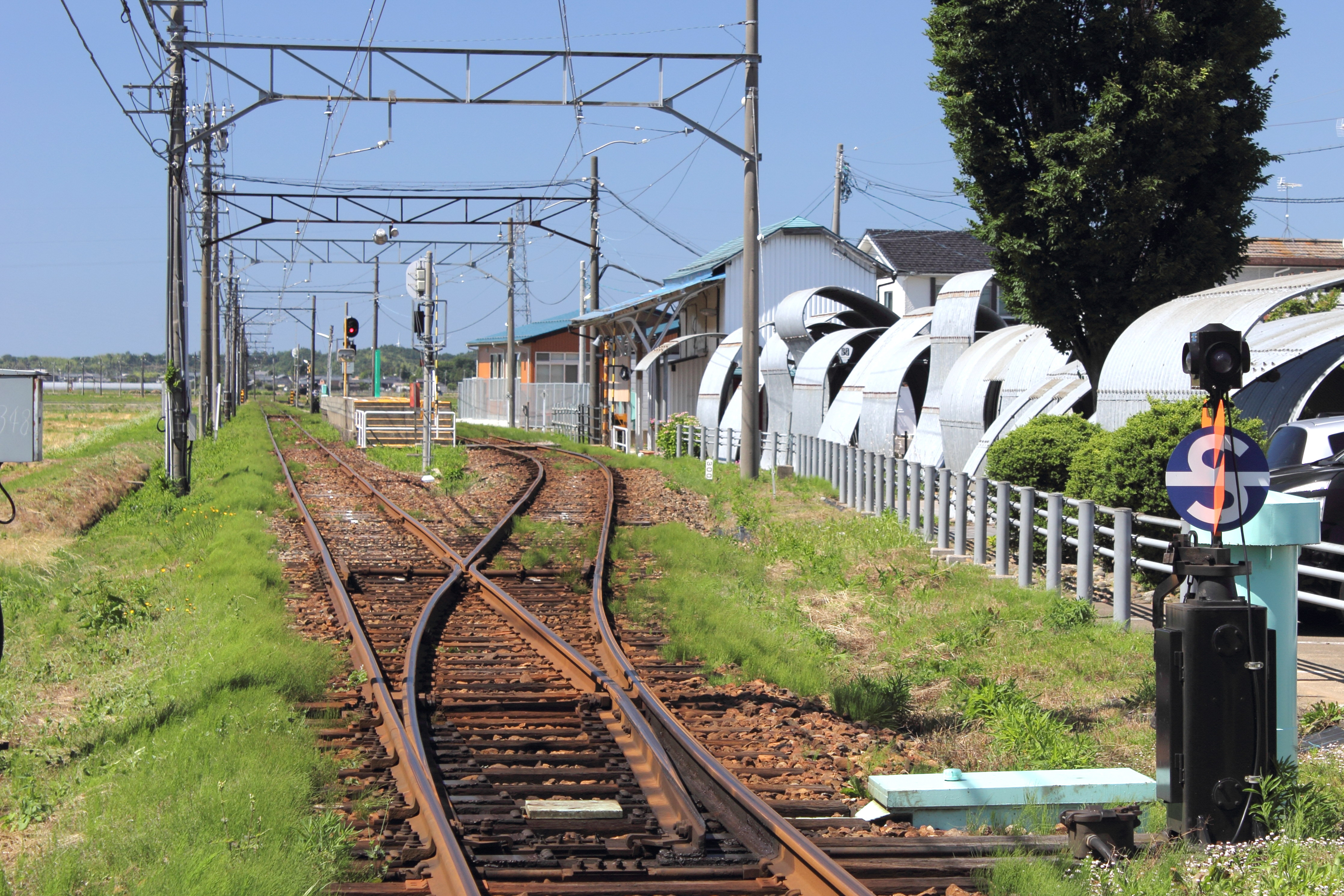
月台

車站大樓建設路軌東邊，為一座木造建築物，在京福時代已經存在。此站為無人車站，設有候車室。車站設有1面2線的島式月台。站內平交道設有警報，連接車站大樓（入口）與月台。月台上設有站名牌，沒有上蓋。另外，三國方向的路軌已經直線化。

### 月台
| 月台         | 路線        | 上下行 | 方向     |
| ------------ | ----------- | ------ | -------- |
| 車站大樓一方 | ■三國蘆原線 | 下行   | 三國方向 |
| 車站大樓對面 | ■三國蘆原線 | 上り   | 福井方向 |

## 使用狀況
在「令和4年坂井市統計年報」中，以下為1日平均乘車人次：
| 乘車人次變化 | 乘車人次變化 |
| 年度         | 1日平均人次  |
| ------------ | ------------ |
| 2007年       | 75           |
| 2008年       | 78           |
| 2009年       | 82           |
| 2010年       | 78           |
| 2011年       | 73           |
| 2012年       | 65           |
| 2013年       | 81           |
| 2014年       | 84           |
| 2015年       | 81           |
| 2016年       | 76           |
| 2017年       | 73           |
| 2018年       | 71           |
| 2019年       | 65           |
| 2020年       | 52           |
| 2021年       | 56           |

## 車站周邊
車站附近為麥田和農村村落。在主幹道上設有住宅區和工場。
- 坂井西部公園（日语：坂井西部公園）

## 相鄰車站
越前鐵道
■三國蘆原線
□快速（只有上行班次）、■普通
下兵庫幸福（E36）－大關（E37）－本莊（E38）

## 注腳
1. 1 2  川島 2010，第85頁.
2. 1 2 3  朝日 2011，第9頁.
3. ↑  京福 2003，第34頁.
4. ↑  京福 2003，第143頁.
5. ↑  安田・松本 2017，第10頁.
6. ↑  えちぜん鉄道と福井鉄道 交通系ＩＣカード導入１０月１１日〜 （页面存档备份，存于），NHK News，2024年9月22日。
7. ↑  えちぜん鉄道と福井鉄道が交通系ICカード導入　10月11日からICOCA、Suicaなどでキャッシュレス決済対応 （页面存档备份，存于），福井新聞，202年9月7日。
8. ↑  「15.交通・通信」，令和4年坂井市統計年報，第106頁 （页面存档备份，存于）。
9. ↑  國土數値情報　駅別乗降客數データ （页面存档备份，存于） - 統計情報リサーチ，2024年2月11日閱覽。
10. 1 2   (PDF). 坂井市情報企画課. 2019-06-04  [2020-06-14]. （原始内容 (PDF)存档于2020-11-08） （日语）.

## 外部連結
- 大關站 （页面存档备份，存于）（日語） - 越前鐵道